# Santo Domingo, Siltepec
Santo Domingo är en ort i Mexiko.   Den ligger i kommunen Siltepec och delstaten Chiapas, i den sydöstra delen av landet, 800 km sydost om huvudstaden Mexico City. Santo Domingo ligger 1 689 meter över havet och antalet invånare är 559.
Terrängen runt Santo Domingo är bergig åt sydost, men åt nordväst är den kuperad. Runt Santo Domingo är det ganska tätbefolkat, med 83 invånare per kvadratkilometer. Närmaste större samhälle är El Porvenir de Velasco Suárez, 13,7 km öster om Santo Domingo. I omgivningarna runt Santo Domingo växer i huvudsak städsegrön lövskog.